# 亚历山大·卡恰诺夫
亚历山大·伊万诺维奇·卡恰诺夫（俄语：Александр Иванович Качанов，1928年3月29日—2020年1月24日），苏联经济学家，政治人物。曾任苏联对外经济联络部第一副部长（1983年－1991年），俄罗斯驻华大使馆商务参赞（1992年－2001年）。

## 教育经历
1928年3月29日生于克拉斯诺达尔。1952年毕业于克拉斯诺达尔食品工业学院。1967年在顿河畔罗斯托夫国民经济研究所工业经济系进行研究生学习。获经济学副博士学位。

## 工作经历
1951年至1953年，共青团克拉斯诺达尔市委第一书记。1953年至1958年，共青团克拉斯诺达尔边疆区委第一书记。1958年至1960年，苏共克拉斯诺达尔市佩尔沃迈斯基区委第一书记。
1960年至1962年，苏共克拉斯诺达尔市委第二书记。1962年，克拉斯诺达尔市议会执行委员会主席。1963年1月至1964年12月24日，苏共克拉斯诺达尔边疆区工业委员会第一书记。1964年12月至1969年，苏共克拉斯诺达尔边疆区委第二书记。
1969年至1974年，苏联驻蒙古大使馆经济参赞。1974年至1978年，苏联国家对外经济联络委员会委员。1978年至1983年，苏联驻古巴大使馆经济参赞。1983年至1988年，苏联国家对外经济联络委员会第一副主席。1988年至1992年1月，苏联对外经济联络部第一副部长。1992年1月至2001年6月，俄罗斯驻华大使馆商务参赞。
获十月革命勋章一枚，红旗劳动勋章两枚，人民友谊勋章和荣誉勋章各一枚，奖章多枚。
2020年1月24日逝世，终年91岁。